# Verkehrsturm am Potsdamer Platz

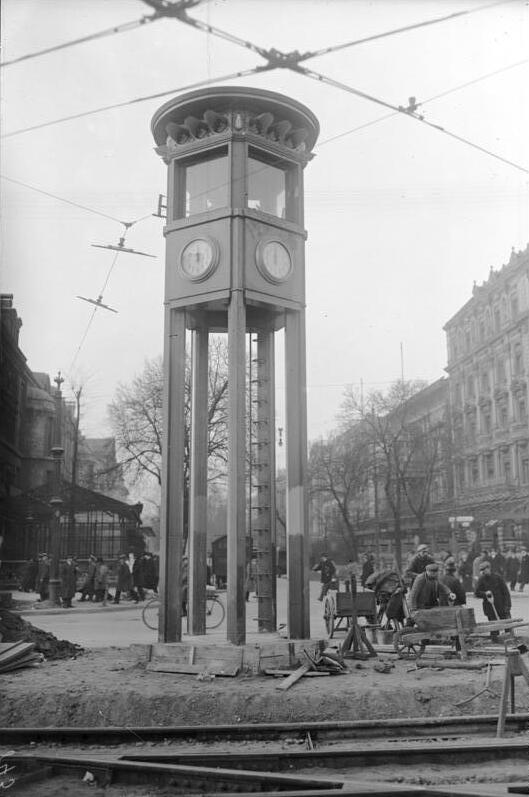
Verkehrsturm Ende November 1924 kurz vor der Fertigstellung

Der Verkehrsturm am Potsdamer Platz in Berlin war die erste Verkehrsampel in Deutschland. Der fünfseitige Turm war ab dem 15. Dezember 1924 in Betrieb und regelte den Verkehr auf dem Potsdamer Platz, zu der Zeit der verkehrsreichste Platz in Europa.
Als neue Berliner Sehenswürdigkeit war der Verkehrsturm auf vielen zeitgenössischen Bildern und Postkarten abgebildet und entwickelte sich schnell zum Sinnbild des modernen Berlins der zweiten Hälfte der 1920er Jahre. Bei den Arbeiten für den unterirdischen S-Bahnhof Potsdamer Platz wurde er Anfang Oktober 1937 abgebaut und durch eine Hängeampel ersetzt.

## Architektur und Funktion

### Beschreibung
Der Turm auf dem Potsdamer Platz war insgesamt 8 1⁄2 Meter hoch, hatte einen Durchmesser von 2 1⁄2 Metern und ein Gewicht von 5 1⁄2 Tonnen. Er bestand aus fünf Stahlsäulen und einer fünfseitigen, überdachten Kanzel, in der ein Verkehrspolizist in der damals üblichen stehenden Körperhaltung den Verkehrsfluss beobachtete und mit einem dreistufigen Hebelschalter die Lichtsignale steuerte. Der Turm stand auf einem unterkellerten Betonfundament, in dem die unterschiedlichen Strom-, Signal- und Steuerleitungen zusammenliefen und zur Turmkanzel geführt wurden. An einer der Stahlsäulen waren Steigbügel und eine senkrechte Griffstange angebracht. Durch eine im Boden der Kanzel befindliche Klappe konnte der Beamte seinen Arbeitsplatz erreichen. An jeder der fünf Außenseiten waren unten eine große Uhr, in der Mitte ein Sichtfenster und oben drei nebeneinander angeordnete Lichtsignale in den Farben Grün, Gelb (zunächst Weiß) und Rot angeordnet, die mit Abschirmblenden zur Vermeidung von Blendwirkungen versehen waren. An den Ecken der Kanzel waren in Höhe der Lichtsignale blaue Leuchten montiert. Die Kanzel war neben dem Hebelschalter für die Lichtsignale mit einer Normaluhr, einer Sekundenuhr (Stoppuhr) und einem Sprachrohr für am Fuß des Turmes Stehende ausgestattet. Fernsprechverbindungen zum Polizeipräsidium Alexanderplatz und zur Feuerwehr sowie Feuerlöschapparate und eine Heizung vervollständigten die Ausstattung.

### Funktion und Nutzung
Der Verkehrsturm sollte die städtische Verkehrsregelung revolutionieren. Aufgrund des zu hohen Verkehrsaufkommens in der Innenstadt kam es nicht nur zu schier endlos wirkenden Staus, sondern auch immer häufiger zu Verkehrs- und Passantenunfällen. Der Verkehrsturm sollte der Straßenpolizei die Arbeit etwas abnehmen und erleichtern. Außerdem diente er nebenher als Zeitgeber und Signal- und Alarmturm (besonders bei Verkehrsunfällen). Besetzt war der Turm anfangs nur werktags von 8:30 Uhr bis mittags 12 Uhr sowie von 15 bis 18 Uhr. In einem Bericht vom September 1925 wird festgestellt, dass sich der Verkehrsturm mit seiner Ausstattung gut bewährt habe und die Absicht bestehe, an weiteren wichtigen Verkehrsknotenpunkten Berlins Verkehrstürme zu errichten.

## Geschichte

### Vorgeschichte
Anfang der 1920er Jahre nahm der private und gewerbliche Autoverkehr in den Großstädten des Deutschen Reiches immer mehr zu. Nach der Bildung von Groß-Berlin im Oktober 1920 hatte die Stadt im folgenden Jahr über 3,9 Millionen Einwohner. Der Bestand an Kraftfahrzeugen lag am 1. Juli 1921 bei 12.000. Diese Zahl stieg bis 1924 auf 30.000 Fahrzeuge und weitere drei Jahre später verdoppelte sie sich im Sommer 1927 auf 60.000 Fahrzeuge.
Über den Potsdamer Platz verliefen 26 Straßenbahn- und fünf Buslinien. Im Sommer 1924 überquerten täglich rund 24.000 Fahrzeuge den Platz, darunter 3.400 Straßenbahnzüge, 7.500 Kraftwagen, 500 Motorräder, 8.000 Fahrräder, 3.400 Pferdefuhrwerke und 1.000 Handwagen. Am Potsdamer Bahnhof wurden rund 83.000 Reisende gezählt. Diese erhebliche Verkehrsbelastung des Potsdamer Platzes führte zu ständigen Unregelmäßigkeiten und Verspätungen im Linienverkehr, gleichzeitig beklagte die Berliner Polizei den hohen Personalbedarf zur Verkehrsregelung und die zunehmende Gefährdung ihrer Beamten, die wiederholt über- bzw. angefahren worden waren.
Die besonders angespannte Situation am Potsdamer Platz entstand aber auch durch fehlende Parallelstraßen: Die Französische Straße war nicht durch die Ministergärten zur Tiergartenstraße weitergeführt worden und auch eine Verlängerung der Kochstraße und Anhalter Straße nach Westen konnte nicht durchgesetzt werden. Dies führte zur Überlastung der Leipziger Straße und des Nadelöhres Potsdamer Platz, die zudem von der Straßenbahn zusätzlich blockiert wurden.
Zusammen mit dem Leiter der Verkehrspolizei, Regierungsdirektor Wilhelm Mosle, reisten weitere Berliner Verkehrsexperten in andere Großstädte, unter anderem nach New York, London und Paris, um nach geeigneten Lösungen zu suchen, den Verkehrsablauf und die Verkehrssicherheit zu verbessern. Ein Ansatz war die Regelung des Straßenverkehrs durch Lichtzeichenanlagen, wie sie von den Eisenbahnen bzw. Hoch- und Untergrundbahnen bekannt war. In New York gab es 1917 für kurze Zeit einen Versuch mit einer ersten Lichtsignalanlage. 1920 wurden dort im Verlauf der Fifth Avenue noch recht provisorisch anmutende Verkehrstürme mit Metallgerüst und Holzkanzel aufgestellt. Nur zwei Jahre später entwarf Joseph H. Freedlander einen aufwendig mit Bronzegussplatten gestalteten Traffic Signal Tower, von dem im Dezember 1922 sieben Exemplare in der Fifth Avenue aufgestellt wurden.
Die angestrebte eindeutige Regelung setzte eine klare Führung der Verkehrsströme voraus, in denen auch die Fußgänger nur noch über festgelegte und markierte Übergänge die Fahrbahnen queren sollten. Im August 1924 errichtete man eine provisorische Holzplattform, von der aus Polizisten mittels Hornsignalen den Straßen- und Fußgängerverkehr auf dem Potsdamer Platz regelten. Der Fußgängerverkehr wurde zusätzlich mit an Bäumen befestigten Brettern kanalisiert. Diese Versuche wurden von der Tagespresse erstaunt kommentiert. Schließlich wurden die Straßenbahngleise beider Fahrtrichtungen auf die Ostseite der beiden großen Bogenlampen-Kandelaber verschoben und fünf Verkehrsinseln neu angelegt.

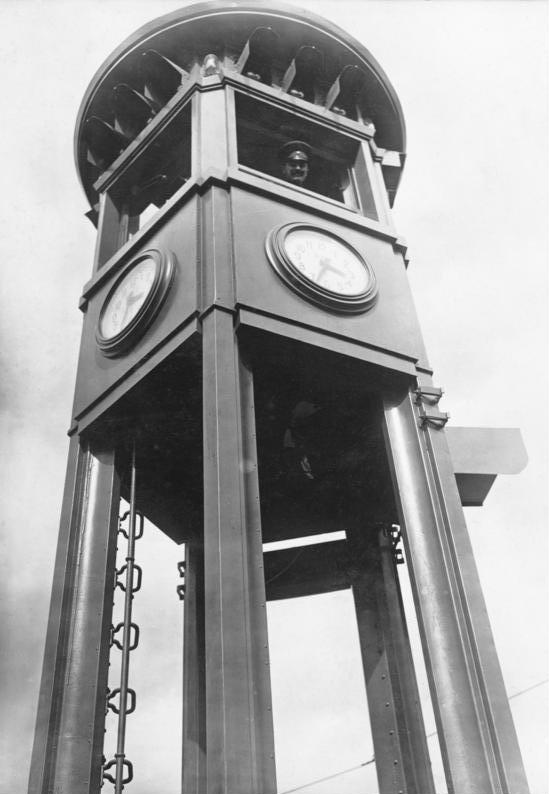
Blick von unten auf die Kanzel, August 1925

Als rechtliche Grundlage mussten zudem Festlegungen für eine Verkehrsordnung entwickelt werden. Am 28. Oktober 1924 wurde in der Vossischen Zeitung der Zwischenstand einer Polizeiverordnung zur Neuregelung des Berliner Verkehrs veröffentlicht. Darin wurden unter anderem Verkehrsstraßen erster und zweiter Ordnung eingeführt, in denen das Parken tagsüber nicht mehr zulässig war. Ferner wurden die Farben und die Bedeutung von Lichtsignalen (zunächst noch Rot – Weiß – Grün) festgelegt. Die neuen Verkehrsregelungen wurden besonders von Handel und Industrie zunächst heftig kritisiert. Die Gestaltung der Verkehrsverordnung beschäftigte noch viele Jahre, bis in die Gegenwart, die Interessengruppen und wurde regelmäßig in den Tageszeitungen erörtert. So wandten sich im Juni 1928 Radfahrergruppen aus der Arbeiterschaft gegen das angedachte Radfahrverbot in den Straßen erster Ordnung und riefen zu einer Kundgebung auf, bei der gleichzeitig die Schaffung von Radfahrwegen gefordert werden sollte. Nach Jahren intensiver Verhandlung wurde schließlich am 23. Januar 1929 Berlins neue Verkehrsordnung, die Polizeiverordnung über die Regelung des Verkehrs und die Aufrechterhaltung der Ordnung in den Straßen Berlins (Straßenordnung) in Kraft gesetzt, womit rund 200 ältere Polizeiverordnungen aufgehoben wurden.

### Bau, Gestaltung und Betrieb des Verkehrsturms
Der Bauantrag für den Verkehrsturm wurde am 25. August 1924 von der Berliner Straßenbahn-Betriebs-GmbH an die Baupolizei der Stadt Berlin, Bezirksamt Tiergarten gestellt. Der Entwurf stammte von Jean Krämer, der auch die Bauleitung übernahm. Die Bauausführung wurde an das Eisenkonstruktions- und Kunstschmiede-Werk Eduard Puls GmbH in Berlin-Tempelhof vergeben. Die elektrische und signaltechnische Ausstattung lieferte Siemens & Halske. Die Stahlbauteile des Verkehrsturms wurden in der Nacht vom 20. zum 21. Oktober 1924 aufgestellt, wofür eine vollständige Sperrung des Verkehrs am und um den Potsdamer Platz erfolgte. Der Turm stand anschließend rund acht Wochen funktionslos auf dem Platz und wurde kritisch kommentiert. Ein Artikel in der Österreichischen Illustrierten Zeitung vom 9. November 1924 zeigt den Berliner Verkehrsturm noch im Rohbau mit Baugerüst. Ende November 1924 stand der Verkehrsturm kurz vor der Fertigstellung; ein Bild zeigt die noch nicht entfernte Holzschalung für den fünfeckigen Betonsockel. Die mit dem Antrag eingereichte statische Berechnung des Bauingenieur-Büros G. Mensch wurde von der Baupolizei zunächst nicht akzeptiert und musste mit einem Nachtrag vom 8. Dezember 1924 ergänzt werden. Noch am 14. Dezember 1924 vermeldete das Berliner Tageblatt, dass der Verkehrsturm auf dem Potsdamer Platz bereits seit einer Anzahl von Wochen stehen würde, aber noch keine der beteiligten Stellen zu sagen wisse, wann er in Betrieb genommen werde. Nur einen Tag später, am 15. Dezember 1924, erfolgte schließlich die Abnahme durch die städtische Baupolizei. Als erster Polizeibeamter im Dienst bestieg der 39-jährige Friedrich Lange die Leiter zur Turmkanzel und nahm den Verkehrsturm in Betrieb, wie das Bild von Robert Sennecke in der Vossischen Zeitung dokumentiert.
Der Berliner Verkehrsturm wurde somit noch vor der ersten Hamburger Verkehrsampel an der Kreuzung Mönckebergstraße und Glockengießerwall fertiggestellt, für die eine Inbetriebnahme am 14. November 1925 angegeben wird. Damit wurde am Potsdamer Platz in Berlin die erste Lichtzeichenanlage Deutschlands, heute als Verkehrsampel bekannt, in Betrieb genommen.

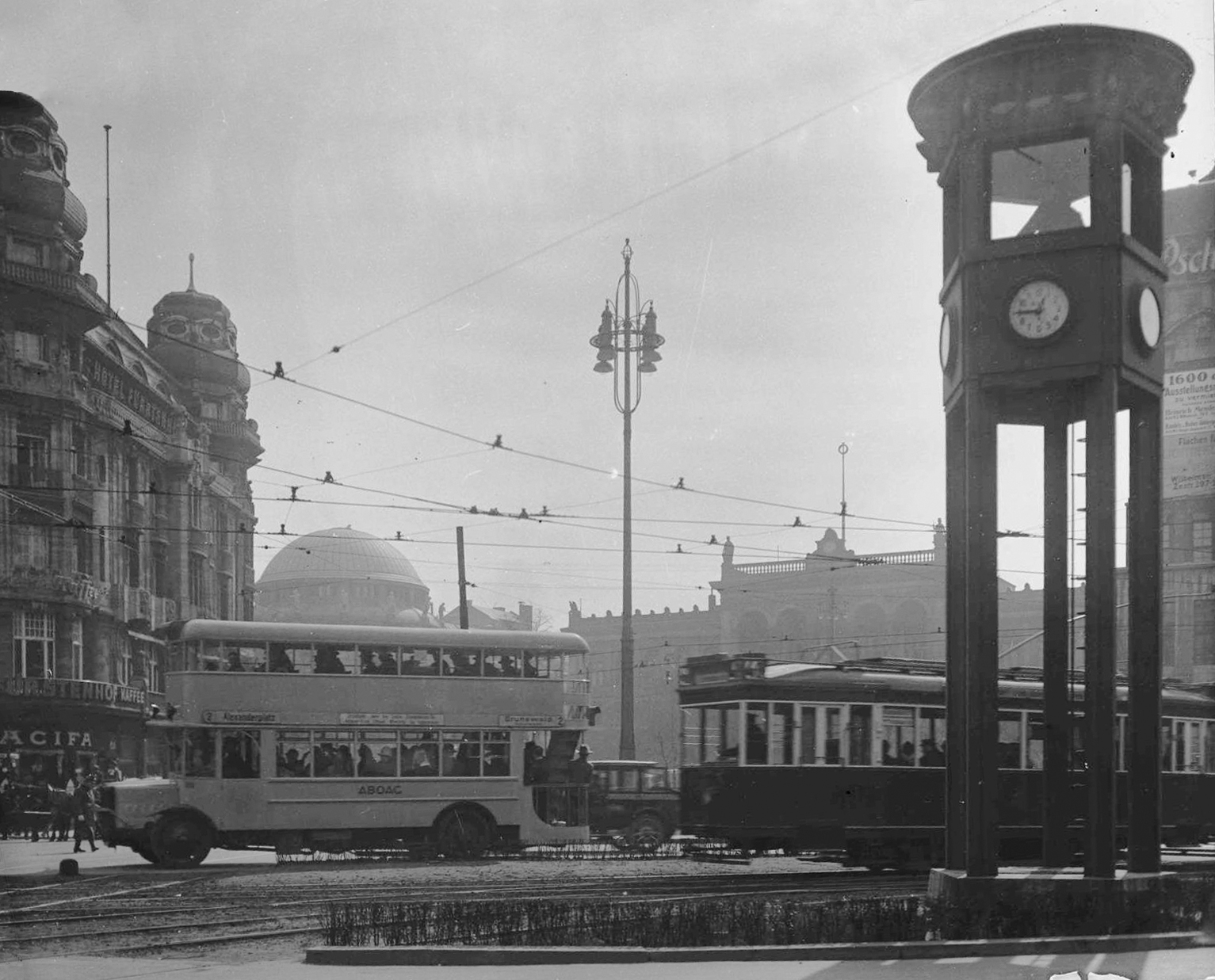
Potsdamer Platz im April 1927: Über dem ABOAG-Doppeldeckerbus ist die Kuppel des Hauses Potsdam (später: Haus Vaterland) zu sehen, links das Hotel Fürstenhof. Im Hintergrund zwischen Bogenlampen-Kandelaber und Verkehrsturm befindet sich das Empfangsgebäude des Potsdamer Bahnhofs.

Auch bei den Uhren des Verkehrsturms wurde Neuland beschritten. Die bereits bei der Reichsbahn und der Berliner Hochbahngesellschaft eingeführte Taktgebung der Uhren von einer Zentraluhrenanlage nach dem System Siemens & Halske wurde nun erstmals auch auf Plätze und Straßen erweitert und die fünf äußeren Uhren und die innere Uhr des Turms wurden daran angeschlossen.
Der Turm stand auf einer Verkehrsinsel in der Mitte des weitläufigen Platzes, der von dem in Nord-Süd-Richtung verlaufenden Straßenzug Budapester Straße – Königgrätzer Straße (heute: Ebertstraße – Stresemannstraße) sowie dem in Ost-West-Richtung verlaufenden Straßenzug Leipziger Straße – Potsdamer Straße gekreuzt wurde. In beiden Straßenzügen verliefen in dichter Folge befahrene Straßenbahngleise; zusätzlich existierten noch Verbindungskurven zwischen den Straßenbahnstrecken. Außerdem mündete von Nordwesten die Bellevuestraße in den Potsdamer Platz.

„Das Turmhäuschen hat fünf Seiten, deren jede einer einmündenden Straße zugewendet ist, nämlich der Leipziger-, der Königgrätzer-, der Potsdamer-, der Bellevue- und der Budapester-Straße. Auf jeder dieser Seiten sind je drei Zeichenlaternen angebracht mit je zwei Lampen. Die Lichtzeichen bedeuten: rot –Halt, grün –freie Bahn, gelb –kündigt den Wechsel der beiden anderen Farben an. Im Turme sind drei Schaltwalzen angeordnet […]. Die Schaltwalzen werden mit einem Handgriff bedient, so daß selbsttätig für die eine Hauptrichtung z. B. Königgrätzer–Budapester-Straße rotes Licht erscheint, wenn für die andere Hauptrichtung Leipziger–Potsdamer-Straße grünes Licht zeigt. Im Turme sind ferner noch Fernsprecher untergebracht, die dem im Turme Dienst tuenden Beamten die Verbindung mit der zuständigen Polizeistelle und mit der Feuerwehr ermöglichen. Ein unterhalb des Turmes befindlicher Rasselwecker macht die auf dem Platze Dienst tuenden Beamten aufmerksam, daß sie sich sogleich durch einen Fernsprecher mit dem Beamten im Turm in Verbindung setzen sollen. An jeder Turmseite ist eine elektrische Nebenuhr angebracht, im Turm eine Minuten- und eine Sekundenuhr, die beide elektrisch bedient werden.“

Im Jahre 1925 wurden „umfangreiche Umbauten in seinem Inneren“ durchgeführt. Außerdem wurden vom Vox-Haus aus Kabel verlegt, die einen „großen, vier Trichter umfassenden Riesenlautsprecher“ versorgten, sodass ab 20.30 Uhr das Abendprogramm des Berliner Radiosenders Funk-Stunde Berlin übertragen werden konnte.
Der Verkehrsturm war rund 13 Jahre in Betrieb, auch nach Beginn der Bauarbeiten für den unterirdischen S-Bahnhof Potsdamer Platz im Jahr 1935. Hierbei waren jedoch im Dezember 1936 „Kabel verletzt worden, wodurch die Uhr des Verkehrsturmes auf dem Potsdamer Platz 4 Minuten vor 6 Uhr abends plötzlich stehen blieb.“
Erst in der Nacht vom 1. zum 2. Oktober 1937 wurde er entfernt und durch eine fünfseitige Hängeampel ersetzt, die an gespannten Drahtseilen in der Mitte des Platzes hing. Nach Fertigstellung des S-Bahnhofs wurde die Verkehrsfläche ohne die Mittelinsel wiederhergestellt. Bei der Straßenbahn wurden nur noch die direkten Gleise von der Potsdamer in die Leipziger Straße und von der Hermann-Göring-Straße in die Saarlandstraße (heute: Ebert- bzw. Stresemannstraße) aufgebaut; auf die beiden Verbindungsgleiskurven wurde verzichtet.

### Nach dem Zweiten Weltkrieg

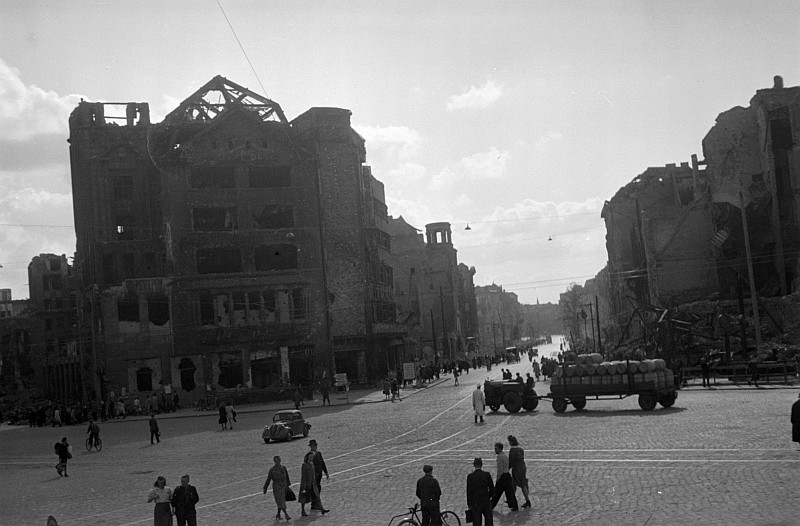
Oktober 1945: Blick über den Potsdamer Platz (ohne Mittelinsel und Verkehrsturm) in die Potsdamer Straße. Links steht das ehemalige Pschorr-Haus, dessen Ruine 1952 abgerissen wurde.

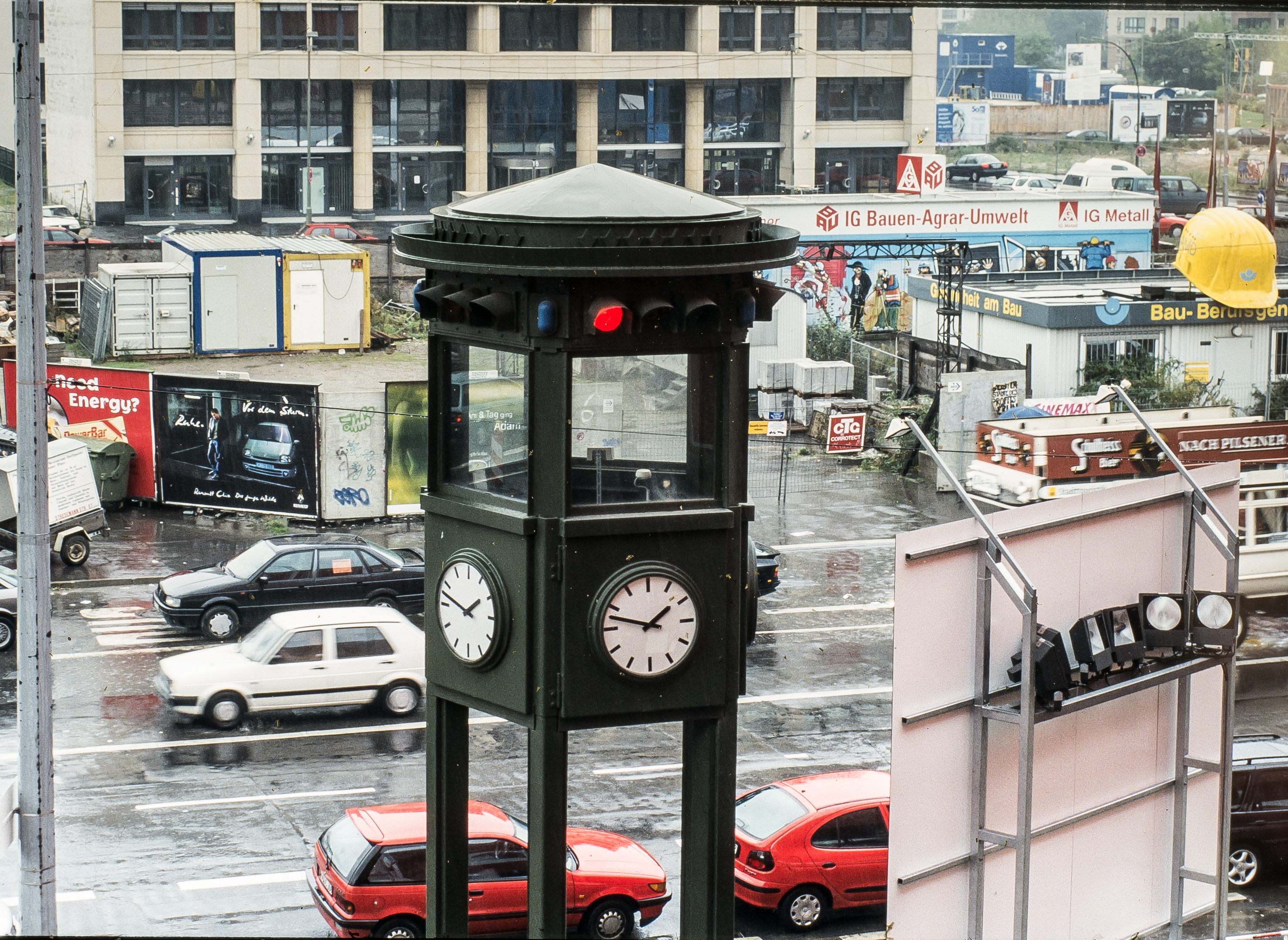
1997 aufgebaute Rekonstruktion des Verkehrsturms an zunächst provisorischen Stelle vor der Infobox am im Bau befindlichen Leipziger Platz

Nach Kriegsende bildete der Potsdamer Platz im geteilten Berlin ein „Dreiländereck“ zwischen britischem und amerikanischem Sektor auf der Westseite sowie dem Sowjetsektor auf der Ostseite. Fast alle seine Randbauten waren schwer beschädigt und auf den Straßen dominierte der Schwarzhandel. Für eine neue Verkehrsampel oder gar einen neuen Verkehrsturm gab es keinen Bedarf mehr, da kein nennenswerter Straßenbahn- oder Autoverkehr mehr über den Platz floss. Im Januar 1953 wurde der durchgehende Straßenbahnverkehr an der Sektorengrenze sogar unterbrochen, die Fahrgäste mussten die Grenze zu Fuß überqueren. Beim Aufstand vom 17. Juni 1953 brannten schließlich auch das Columbushaus und das Haus Vaterland endgültig aus. Ein Großteil der Gebäudereste wurde in den 1950er Jahren abgetragen und die Grundstücke wurden planiert. Mit dem Bau der Berliner Mauer am 13. August 1961 blieb der Potsdamer Platz für 28 Jahre für den Verkehr vollkommen unpassierbar und entwickelte sich zum innerstädtischen Brachland.
Da sowohl das Gelände des stillgelegten Potsdamer Bahnhofs als auch die Stresemannstraße zu Ost-Berlin gehörten, konnte der Straßenverkehr von Kreuzberg nach Tiergarten nicht mehr über den Potsdamer Platz laufen, sondern musste über die Straßen am Landwehrkanal umgeleitet werden. Erst mit dem Gebietstausch vom Juni 1972 konnte eine neue Straßenverbindung in Verlängerung der Bernburger Straße über das Gelände des Potsdamer Bahnhofs hergestellt werden, die über die alte Trasse der Linkstraße und damit wenige Meter westlich am Potsdamer Platz vorbei zur Entlastungsstraße geführt wurde.
Verkehrstürme mit integrierten Lichtsignalen wurden zwar in den 1950er und 1960er Jahren nicht mehr gebaut. Es wurden aber an besonders wichtigen Kreuzungen Verkehrskanzeln errichtet. Berliner Beispiele hierfür sind die Verkehrskanzel an der Kreuzung Kurfürstendamm Ecke Joachimsthaler Straße, die Verkehrskanzel am Frankfurter Tor und die Verkehrskanzel an der Kreuzung Unter den Linden Ecke Friedrichstraße. Diese Verkehrskanzeln hatten eine reine Steuerungs- und Beobachtungsfunktion; die zugehörigen Lichtsignale waren an eigenen Masten direkt an den Kreuzungszufahrten aufgestellt. Die Verkehrskanzeln wurden bald nur noch bei besonderen Verkehrssituationen mit Personal besetzt, um die Ampelanlagen manuell steuern zu können.

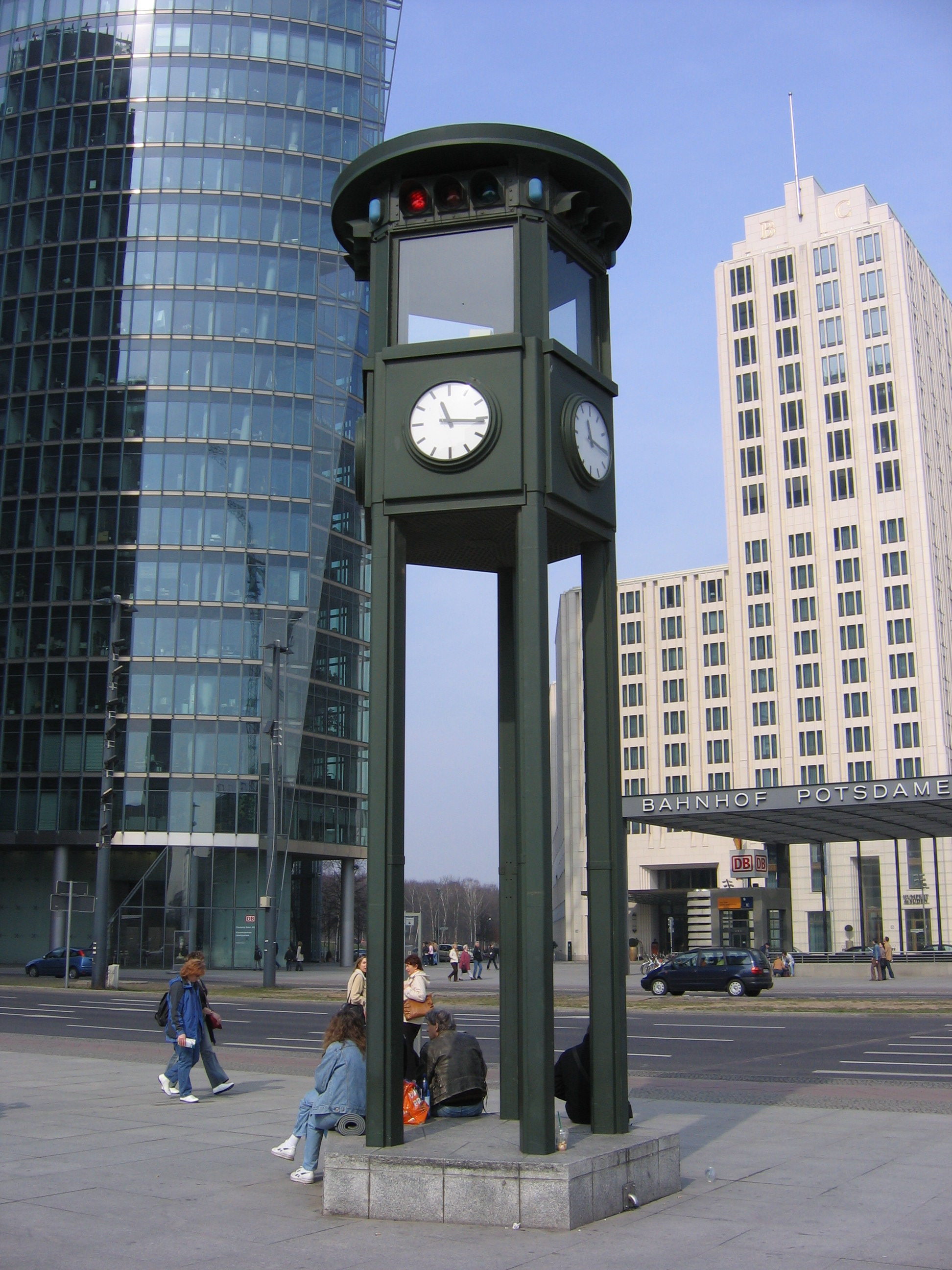
Seit 2000 endgültiger Standort des Verkehrsturms direkt auf dem Potsdamer Platz

Nach der Friedlichen Revolution und der folgenden Wiedervereinigung Berlins (1989/90) wurde am Potsdamer Platz ein neues Stadtquartier entworfen und nach kontroversen Diskussionen gebaut. Die alte Trasse der Potsdamer Straße war bereits ab 1967 durch den Neubau der Staatsbibliothek unterbrochen. Als Ersatz wurde, in geradliniger Verlängerung der Leipziger Straße über den Potsdamer Platz hinweg und durch die ehemalige Josty-Ecke hindurch, eine breitere neue Trasse angelegt, die durch das von Hans Scharoun geplante Kulturforum mit Neuer Nationalgalerie, St. Matthäuskirche, Philharmonie und Staatsbibliothek führt. Der Rest verläuft heute als Alte Potsdamer Straße zum Marlene-Dietrich-Platz. Die große Kreuzung mit dem Straßenzug Ebertstraße – Stresemannstraße wurde mit einer konventionellen Ampelanlage ausgestattet.
Als Reminiszenz an den historischen Verkehrsturm von 1924 ließen die Unternehmen Siemens und Daimler-Benz im Jahr 1997 eine Rekonstruktion in Originalgröße anfertigen, die im  September 1997 zunächst vor der roten Infobox am Leipziger Platz ohne Funktion aufgestellt wurde. Zu diesem Anlass wurde die Broschüre Ein Wahrzeichen kehrt zurück mit einem Grußwort von Bürgermeister Eberhard Diepgen herausgegeben (siehe Rezeption). Nach Fertigstellung des Kollhoff-Towers und der Fläche davor wurde der Nachbau im  September 2000 auf seinen endgültigen Standort versetzt – vor der südlichen Eingangshalle des neuen Regionalbahnhofs Potsdamer Platz. Der Verkehrsturm zeigt wieder wechselnde Lichtzeichen, steuert aber nicht mehr den Verkehrsablauf.
Die Rekonstruktion wurde in der Nacht zum 29. Oktober 2010 durch eine brennende Bude des Weihnachtsmarkts Winterwelt erheblich beschädigt; sie wurde bis September 2011 repariert. Im Juni 2018 wurde eine Gedenktafel für den Architekten Jean Krämer angebracht.

## Funktionsweise und Vorbildcharakter
Die Lichtsignale des Berliner Verkehrsturms hatten bereits damals weitgehend die gleiche Bedeutung wie bei den heute bekannten Verkehrsampeln. Die beiden gegenüberliegenden Arme der beiden Hauptverkehrsstraßenzüge bekamen zeitgleich Grün, die kreuzenden Arme Rot. Links- und Rechtsabbieger mussten sowohl die Verkehrsströme der in der Straßenmitte befindlichen Straßenbahnstrecken, als auch den Gegenverkehr und den Fußgängerverkehr beachten und Vorrang einräumen. Anschließend wurde eine Phase zwischengeschaltet, um den Kreuzungsbereich zu räumen, bevor der kreuzende Verkehr Grün erhielt. Diese Räumphase wurde bei Inbetriebnahme des Verkehrsturms im Dezember 1924 noch Weiß signalisiert. Bereits im Laufe des Jahres 1925 wurde die Räumphase auf Gelb umgestellt. Der Wechsel zwischen den Phasen wurde am Verkehrsturm durch kurzes Aufleuchten der fünf blauen Eckleuchten angekündigt.
Die Bellevuestraße als fünfter Arm der Kreuzung am Potsdamer Platz konnte im Regelfall nicht durch die Lichtsignale des Verkehrsturms geregelt werden, weil dies zusätzliche Räumphasen erfordert und damit eine erhebliche Einschränkung der Durchlasskapazität bedeutet hätte. Deshalb wurde dort ein Einfahrverbot in den Platz ausgesprochen und Dauer-Rot angezeigt. Der Verkehr konnte nur vom Platz in die Bellevuestraße abfließen.
Die Lichtzeichen des Verkehrsturms am Potsdamer Platz wurden bei Inbetriebnahme im Dezember 1924 zunächst noch manuell gesteuert.

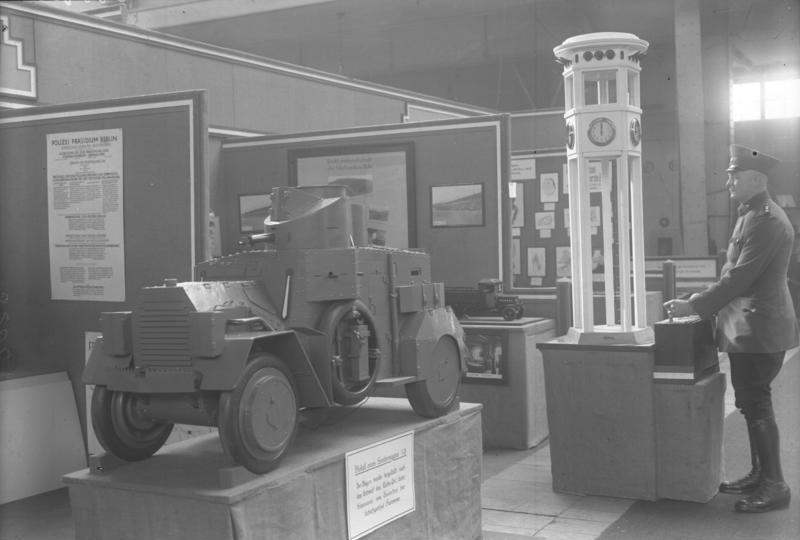
Polizei-Ausstellung Berlin September 1926: Modell eines Panzerwagens, dahinter Miniaturmodell des Verkehrsturms

Der im Jahr 1925 von Heinrich Kosina entworfene Verkehrsturm für den Berliner Alexanderplatz, der noch Signalleuchten erhalten sollte und sich in seiner Gestaltung und seinen Proportionen sehr an das amerikanische Vorbild von Joseph H. Freedlander anlehnt, wurde dort nicht aufgestellt.
Gemäß einem Zeitungsbericht im Vorwärts vom 25. September 1926 war das Original des für den Alexanderplatz vorgesehenen Turms in der zweiten Halle der Polizei-Ausstellung Berlin 1926 aufgestellt. Weiterhin stand dort ein amerikanischer Verkehrsturm, den die New Yorker Polizei der Berliner Polizei geschenkt hatte. In dieser Ausstellung war auch das polizeieigene Schulungsmodell des Verkehrsturms am Potsdamer Platz zu sehen.
Für die Kreuzung Friedrich- Ecke Leipziger Straße wurde im Juni 1925 das Modell eines neuartigen Verkehrsturms vorgestellt, mit dem auch die Lichtsignale der benachbarten Kreuzungen manuell gesteuert werden sollten. Das Architekturbüro „Bau und Einrichtung“ (Paul Mahlberg, Heinrich Kosina) entwarf ihn gemeinsam mit Ludwig Mies van der Rohe, die Firma Paul Marcus „Eisenkonstruktion und Bronzebau“ baute das Modell. Dieser Verkehrsturm sollte nur noch aus einer auf einem Kragarm montierten Beobachtungs- und Steuerkanzel bestehen, aber keine Signalleuchten mehr erhalten und entsprach somit den später so benannten Verkehrskanzeln. Die Signalleuchten sollten direkt an den Straßen auf eigenen Masten angebracht werden. Dieser Verkehrsturm wurde nicht realisiert, es kamen aber in den Jahren 1925 und 1926 weitere Verkehrsampeln an stark belasteten Kreuzungen hinzu. So wurden am 23. November 1925 drei weitere Lichtsignalanlagen im Zuge der Leipziger Straße in Betrieb genommen: an den Kreuzungen mit der Wilhelmstraße, der Mauerstraße und der Friedrichstraße.
Am 1. Oktober 1926, während der Berliner Polizeiausstellung, wurde eine zentrale Steuerung der Signalanlagen in der Leipziger Straße und der Friedrichstraße vom Polizeipräsidium aus in Betrieb genommen, die jedoch zunächst zum Fiasko führte, weil die Grünphasen nicht aufeinander abgestimmt waren. Noch im Jahr 1926 wurden die Verkehrsampeln im Verlauf einer Straße, wie beispielsweise der Leipziger Straße, koordiniert, also im Sinne einer Grünen Welle geschaltet. Im Bedarfsfall konnten einzelne Ampeln auf Handbetrieb umgestellt werden. Nach einigen Versuchen wurde eine Progressionsgeschwindigkeit der Grünen Welle von 18 km/h eingerichtet.

## Rezeption

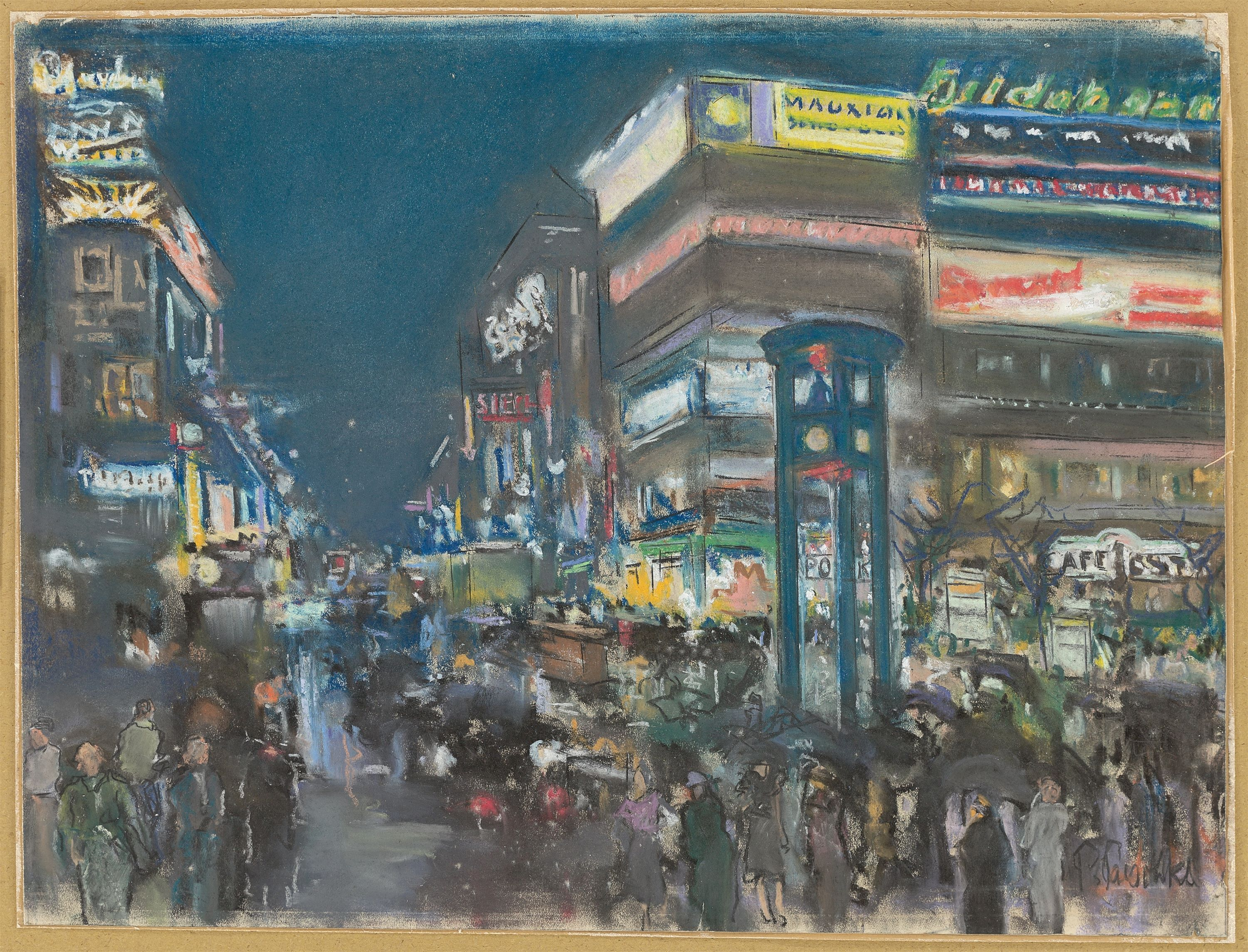
Paul Paeschke: Potsdamer Platz bei Nacht, um 1929

Der Verkehrsturm am Potsdamer Platz gilt als Symbol des modernen Berlin der späten 1920er und der frühen 1930er Jahre und war auf zahlreichen Fotografien und Ansichtskarten abgebildet. Der impressionistische Maler Lesser Ury schuf um 1925 ein Pastell vom Verkehrsturm, das sich heute im Berliner Kupferstichkabinett befindet.
Als „beliebtes Objekt des Berliner Witzes“ schaffte es der Verkehrsturm 1925 auf die Theaterbühne des Admiralspalastes in der Haller-Revue „Noch und noch“. Kurz darauf veranstaltete das 8 Uhr-Abendblatt ein Preisausschreiben, um dem „Hüter der neuen, viel angefeindeten Verkehrsordnung einen würdigen, echt berlinischen Namen zu geben“. Der erste Preis entfiel auf „Oberkieker“, ein „einprägsames, einfaches Wort von entschieden berlinischem Klang“. Die feierliche Taufe fand im Admiralspalast im Rahmen der Revue statt.
In der Verfilmung von Erich Kästners Roman Emil und die Detektive aus dem Jahr 1931 schwebt der berauschte Hauptdarsteller Emil Tischbein am Regenschirm um den Verkehrsturm herum, nachdem er vom Betrüger Grundeis ein präpariertes Bonbon annahm. Im Zentrum eines 1931 von der UFA herausgebrachten Spiels zur Bewerbung dieses Films war nicht das Brandenburger Tor, sondern der Verkehrsturm am Potsdamer Platz abgebildet.
Dokumentarfilme der 1920er Jahre, beispielsweise Stadt der Millionen von Adolf Trotz aus dem Jahr 1925 und der Verkehrserziehungsfilm Im Strudel des Verkehrs von Leo Peukert, ebenfalls aus dem Jahr 1925, enthalten Szenen mit dem Verkehrsturm am Potsdamer Platz. Beim Werbeblatt für den Spielfilm Das Veilchen vom Potsdamer Platz von 1936 dreht sich auch alles um den Verkehrsturm, der hier allerdings nur mit vier Seiten gezeichnet wurde.

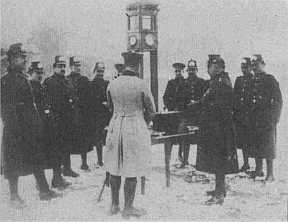
„Schupos beim Ausprobieren der Verkehrsschalttafel“, Luxemburger Illustrierte vom 17. Dezember 1925

Die Berliner Polizei besaß 1925 ein rund zwei Meter hohes Funktionsmodell des Verkehrsturms, das zur Ausbildung der Verkehrspolizisten verwendet wurde, allerdings im Zweiten Weltkrieg verloren ging. Anlässlich der 750-Jahr-Feier der Stadt Berlin im Jahr 1987 hatten Lehrlinge der Firma Siemens ein etwas kleineres Modell des Verkehrsturms gebaut und dem damals neu gegründeten Polizeimuseum geschenkt. Zur Feier des ersten Spatenstichs des neuen Stadtquartiers am Potsdamer Platz wurde dieses Modell des Verkehrsturms ausgeliehen, jedoch in der Nacht vom 11. zum 12. Oktober 1993 aus einem Ausstellungszelt gestohlen. Erneut wurde ein Modell in der Lehrlingswerkstatt von Siemens nachgebaut und am 22. November 1994 der Polizeihistorischen Sammlung Berlin übergeben. Dieses Modell steht nun am Eingang des Museums im Dienstgebäude am Platz der Luftbrücke.
Der Konstrukteur Edmund Rumpler beschrieb im Oktober 1926 in der Zeitschrift Uhu in seiner Zukunftsvision Morgen fliegen wir alle, dass der alte Verkehrsturm am Potsdamer Platz im Jahr 1950 nicht mehr benötigt werden würde, weil sich der Verkehr dann nur noch durch die Luft bewegt.
Im Roman Leben verboten! der österreichischen Schriftstellerin Maria Lazar von 1932 fühlt sich Ernst von Ufermann in einem Café mit großen Spiegelscheiben am Potsdamer Platz beobachtet: „Der Polizist im Verkehrsturm scheint durch sie herein zu sehen.“
In der Zeitschrift Scherl’s Magazin karikierte Hermann Abeking im Juni 1933 das zunehmende Verkehrsregelungsbedürfnis und stellte mit dem Verkehrsturm im Walde eine neue wegweisende Erfindung vor.

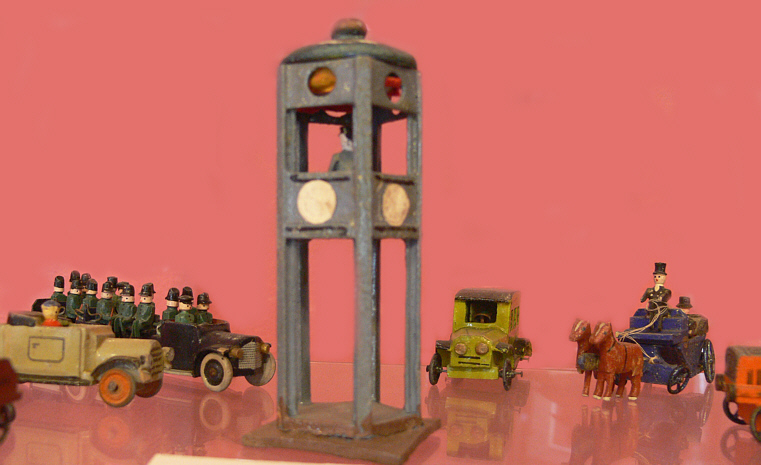
Verkehrsturm als Holzminiatur aus dem Erzgebirge

Der Spielwarenhersteller Carl Heinrich Frohs & Söhne aus Seiffen im Erzgebirge griff das Thema in den 1920er und 1930er Jahren auf und fertigte zehn Zentimeter hohe Holzminiaturen des Verkehrsturms. Auch der Brandenburger Blechspielzeughersteller Lehmann Patentwerke produzierte eine Spardose, bei der eine eingeworfene Münze den Verkehrspolizisten die Flagge heben ließ.
Anlässlich der Übergabe des Nachbaus des Verkehrsturms im September 1997 würdigte der damalige Regierende Bürgermeister von Berlin, Eberhard Diepgen, in einem Grußwort den Verkehrsturm „als Wahrzeichen des Potsdamer Platzes“ und „des neuen modernen Berlins“ der 1920er Jahre. In der folgenden Beschreibung seiner Geschichte wird hervorgehoben, dass der nach dem New Yorker Vorbild gestaltete Verkehrsturm binnen kürzester Zeit „zum meist fotografierten Bauwerk der Innenstadt“ avancierte und die Eigenschaften der damaligen Reichshauptstadt „als Stadt rastloser Arbeit, ständiger Modernisierung und praktizierter Weltoffenheit“ versinnbildlichte. Auch wenn der Turm ab 1926 nur noch zur Verkehrsbeobachtung diente, behielt er bis zu seinem Abbau „seine magische kosmopolitische Ausstrahlung. […] In einer Umgebung, in der das NS-Regime“ nach dem Ende der Olympischen Sommerspiele 1936 „daran ging, nunmehr auch die letzten Überreste weltstädtischer Aufgeschlossenheit zu zerstören, war der Turm als Sinnbild des urbanen Flairs der Moderne im Wortsinne fehl am Platze“.
In Robert Cohens Roman Exil der frechen Frauen von 2009 eilt die junge Schriftstellerin Maria Greßhöner am 11. April 1928 über den Potsdamer Platz, „Linker Hand die hundertjährigen Schinkelschen Torhäuser und der Verkehrsturm auf stählernen Beinen“, zum Treffen mit Herzfelde, Heartfield und Ottwald im Café Josty. In seinem 2012 erschienenen Berlin-Roman Die Akte Vaterland inszeniert Volker Kutscher einen heimtückischen Mord an einem Verkehrspolizisten in der Kanzel des Verkehrsturms. In Horst Bosetzkys historischem Roman Skandal um Zille von 2013 erinnert Heinrich Zille beim Gespräch in einem Weinlokal daran, dass Senta Söneland und er „in der Jury des Acht-Uhr-Abendblattes gesessen“ hatten„, um die beste Bezeichnung für den neuen Verkehrsturm am Potsdamer Platz zu prämieren. Die Mehrzahl war für ›Oberkieker‹, aber die andern ham mächtich jemeckert. Det jute Essen hat uns jetröstet – nur ick hatte Schwierigkeiten, mein Huhn mit Messa und Jabel zu zerleg’n.“
Ein nächtliches Bild vom Verkehrsturm ziert den Schutzumschlag des 2020 erschienen Buches Weimars Wirkung. Das Nachleben der ersten deutschen Republik, herausgegeben von den Historikern Hanno Hochmuth, Martin Sabrow und Tilmann Siebeneichner.
Der Verkehrsturm und die mit ihm einzuführende neue Verkehrsordnung waren auch Gegenstand zeitgenössischer Autoren, die sich wie Joseph Roth in der Frankfurter Zeitung vom 15. November 1924 ihre eigenen kritischen Gedanken über derartige Neuerungen und ihre mitunter länger dauernde Umsetzung in Berlin machten. Besonders drastische Töne über die neue Verkehrsordnung schlug Ignaz Wrobel (Pseudonym von Kurt Tucholsky) am 9. November 1926 in der Weltbühne an:

„Es ist geradezu lächerlich, was zur Zeit in dieser Stadt aufgestellt wird, um den Verkehr zu organisieren, statistisch zu erfassen, zu schildern, zu regeln, abzuleiten, zuzuleiten. Ist er denn zu groß? Nein.“